# Přelom století

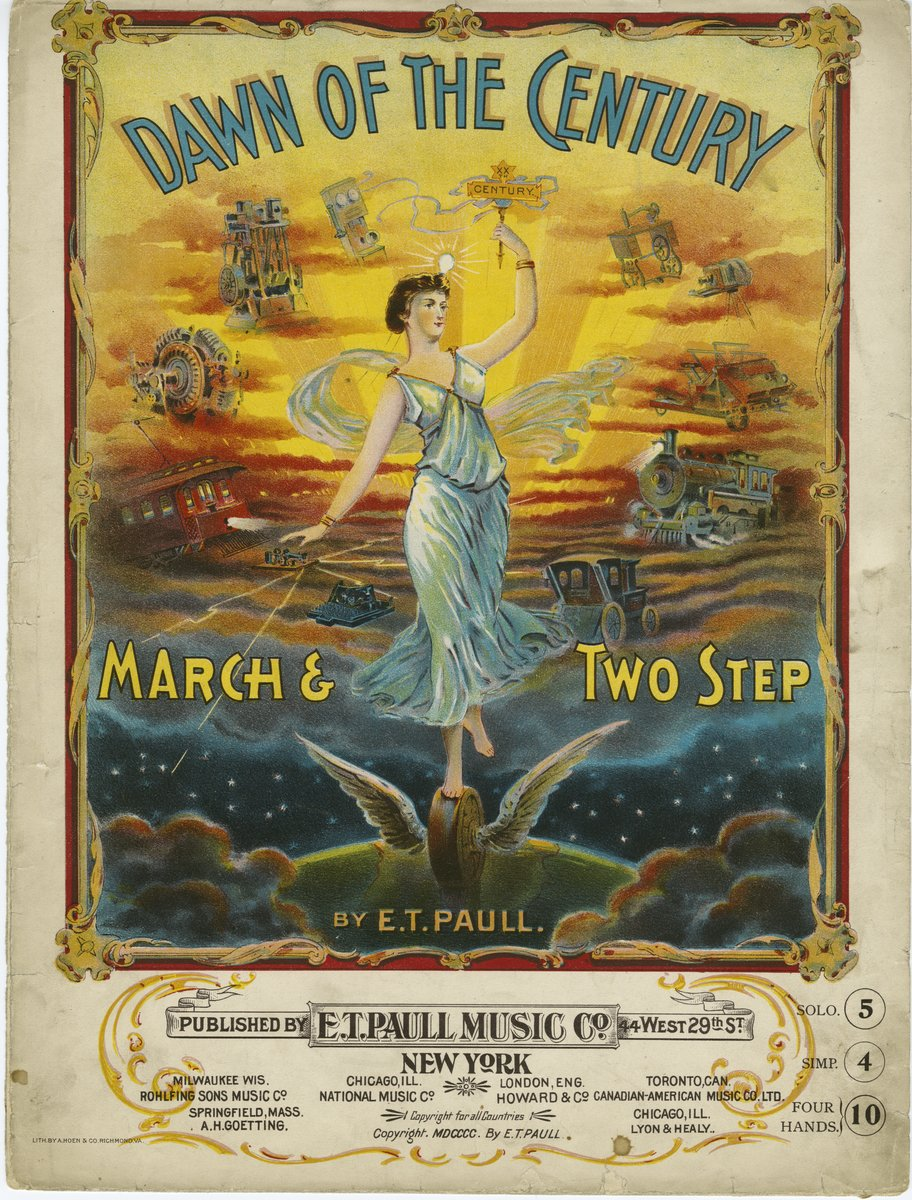
"Úsvit století", americká populární hudebnina z roku 1900 odráží optimismus tehdejší doby v souvislosti s bouřlivým technologickým rozvojem.

Přelom století označuje období přechodu z jednoho století do dalšího. Výrazu se zpravidla používá pro označení celého období krátce před a po začátku nového století. Takže například události "z přelomu 17.-18. století“ se odehrály v době kolem roku 1700, výraz přelom století však nejčastěji označuje časové rozmezí přibližně deset let před a deset let po roce samotného přelomu století.
Není-li uvedeno konkrétní století, pak se označení vztahuje k přelomu 19. a 20. století (1890-1914). V této souvislosti se pak můžeme setkat s francouzským označením Belle Époque. 
Období okolo přelomu prvního století v novém tisíciletí také bývá označován jako přelom tisíciletí. Tudíž zhruba období let 1981-2020 můžeme nazvat jako přelom 21. století nebo jako přelom třetího tisíciletí.